# Ordem de Santo Estanislau

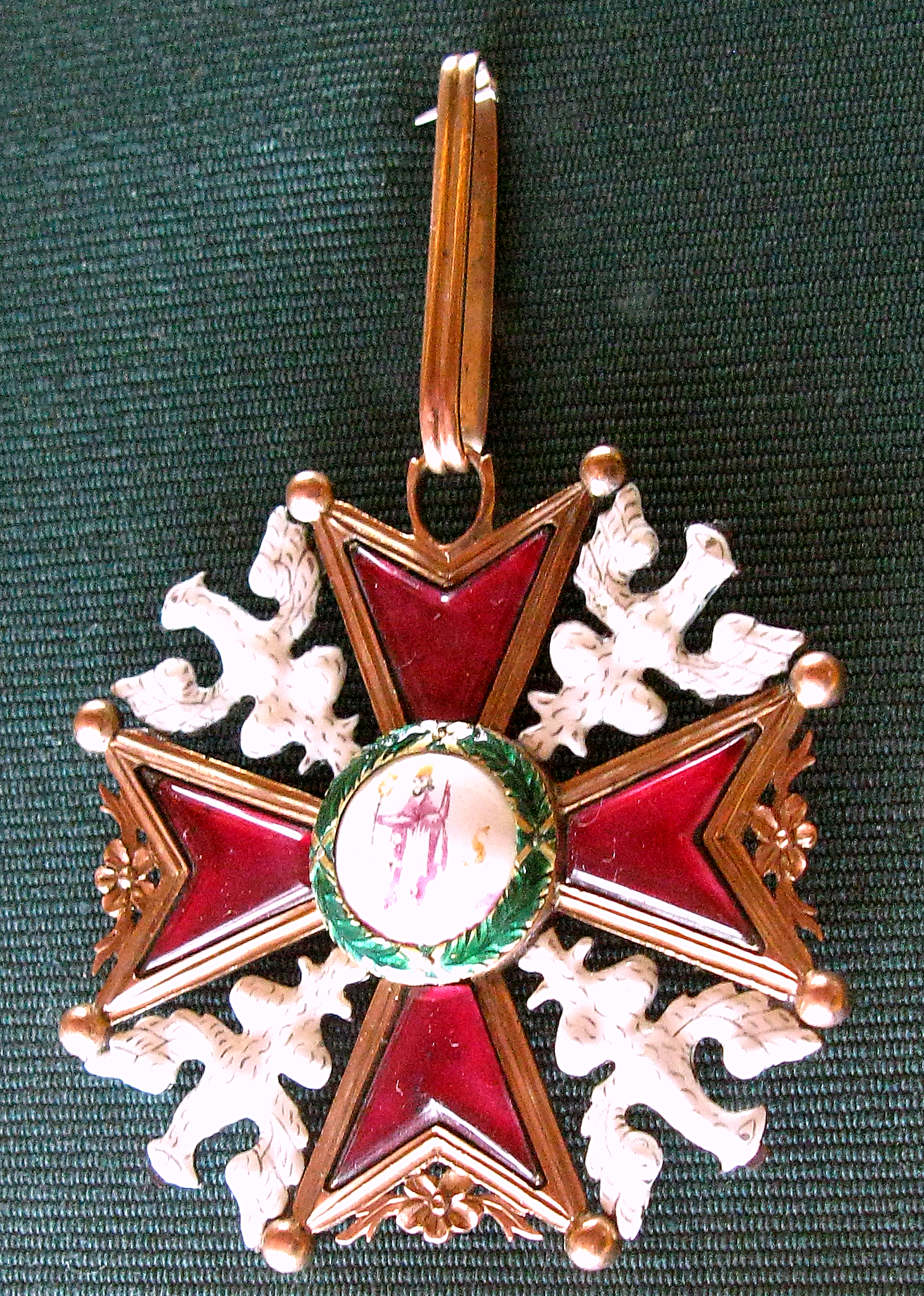
Insígnias da Ordem de Santo Estanislau

A Ordem de Santo Estanislau (em polonês/polaco:  Order Św. Stanisława e em russo:  Орденъ Св. Станислава) é uma ordem honorífica criada em 1765 pelo rei Estanislau II da Polónia e posteriormente adaptada pela República das Duas Nações (a Comunidade Lituano-Polaca) e pelo Império Russo.
Desde 1839 que, por meio de um ucaz (um decreto do czar), visava distinguir pessoas que prestaram serviços excepcionais, e que durou até à queda do czar Nicolau II da Rússia. No presente é uma ordem dinástica da dinastia Romanov.